# Пасивация
Пасивиране или пасивация във физикохимията и техниката е превръщането на материала в „пасивен“, т.е. по-защитен от изменения или корозия при бъдещата му употреба. Пасивацията представлява създаване на външен защитен слой чрез химична реакция или спонтанно окисление във въздух. Пасивацията протича при определени условия, например за целите на микроелектрониката тя се прилага в процесите за подобряване на свойствата на силиция.
При излагане на въздух много метали естествено формират твърда, относително инертна повърхност от метален оксид или нитрид, наричан естествен оксиден слой (на английски: native oxide layer) с дебелина от около монослой (1 – 3 Å) при благородните метали като платина, около 15 Å за силиций и близо 50 Å за алуминий след няколко години.. Такова е например потъмняването на среброто с времето; други метали като желязото, корозират до грапава повърхност поради отнемането на значителна част от метала, който или се разтваря, или реагира с околната среда и образува продукти на корозия. Корозионният слой е инертен и намалява по-нататъшната корозия в различна степен в зависимост от вида на метала и средата, като тя става забележимо по-бавна във въздух при стайна температура за алуминий, хром, цинк, титан и силиций (металоид); така той действа като пасивиращ слой.
Под пасивиране се има предвид и технологичният процес за придобиване на пасивни свойства на един материал спрямо друг, за да може да се използват заедно без протичането на ненужна химична реакция между тях. Например Al, Fe, Cr образуват плътни оксидни корици при обработка с концентрирана азотна киселина, след което обработката се прекратява. В бита често се използва разтвор на фосфорна киселина за пасивиране на стоманата като част от антикорозионната и защита.